# Abdallah Yaisien
Abdallah Yaisien (in arabo عبدالله ياسين‎?; Bondy, 23 maggio 1994) è un calciatore francese naturalizzato egiziano, centrocampista svincolato.

## Biografia
Ha un fratello minore, Omar, anch'esso calciatore. Possiede il passaporto egiziano.

## Caratteristiche tecniche
Yaisien è un trequartista (in grado di agire da esterno o ala destra), in possesso di eccellenti qualità tecniche, agile nei movimenti e preciso nel servire assist ai compagni.

## Carriera

### Club
Muove i suoi primi passi nelle giovanili del Paris Saint-Germain. Il 29 maggio 2013 viene tesserato dal Bologna, firmando un accordo valido fino al 2017. Esordisce con i felsinei il 3 dicembre contro il Siena in Coppa Italia, subentrando al 68' al posto di Lazaros Christodoulopoulos. Il 31 gennaio 2014 passa in prestito al Trapani, in Serie B. Esordisce con i granata il 22 febbraio contro il Modena, subentrando al 90' al posto di Simone Basso.
Il 23 gennaio 2015 passa in prestito all'Arezzo, in Lega Pro. Rescisso il contratto con il Bologna, il 26 gennaio 2016 torna in Francia accordandosi a parametro zero con il Lorient, che lo aggrega alla formazione riserve.
Il 27 luglio 2017 si accorda per una stagione con la squadra riserve del Paris Saint-Germain, nella quarta divisione francese. Il 20 agosto 2019 - rimasto svincolato a causa dello scioglimento della squadra - viene tesserato dall'Al-Mokawloon, legandosi alla società egiziana fino al 2023.

### Nazionale
Ha giocato nelle nazionali giovanili francesi Under-16, Under-17, Under-18 ed Under-20.

## Statistiche

### Presenze e reti nei club
Statistiche aggiornate al 3 gennaio 2024.
| Stagione                     | Squadra                      | Campionato                   | Campionato | Campionato | Coppe nazionali | Coppe nazionali | Coppe nazionali | Coppe continentali | Coppe continentali | Coppe continentali | Altre coppe | Altre coppe | Altre coppe | Totale | Totale |
| Stagione                     | Squadra                      | Comp                         | Pres       | Reti       | Comp            | Pres            | Reti            | Comp               | Pres               | Reti               | Comp        | Pres        | Reti        | Pres   | Reti   |
| ---------------------------- | ---------------------------- | ---------------------------- | ---------- | ---------- | --------------- | --------------- | --------------- | ------------------ | ------------------ | ------------------ | ----------- | ----------- | ----------- | ------ | ------ |
| 2011-2012                    | Paris Saint-Germain 2        | CFA                          | 3          | 0          | -               | -               | -               | -                  | -                  | -                  | -           | -           | -           | 3      | 0      |
| 2012-2013                    | Paris Saint-Germain 2        | CFA                          | 12         | 1          | -               | -               | -               | -                  | -                  | -                  | -           | -           | -           | 12     | 1      |
| 2013-gen. 2014               | Bologna                      | A                            | 0          | 0          | CI              | 1               | 0               | -                  | -                  | -                  | -           | -           | -           | 1      | 0      |
| gen.-giu. 2014               | Trapani                      | B                            | 2          | 0          | CI              | -               | -               | -                  | -                  | -                  | -           | -           | -           | 2      | 0      |
| 2014-gen. 2015               | Bologna                      | B                            | 0          | 0          | CI              | 0               | 0               | -                  | -                  | -                  | -           | -           | -           | 0      | 0      |
| Totale Bologna               | Totale Bologna               | Totale Bologna               | 0          | 0          |                 | 1               | 0               |                    | -                  | -                  |             | -           | -           | 1      | 0      |
| gen.-giu. 2015               | Arezzo                       | LP                           | 16         | 2          | CI-D            | -               | -               | -                  | -                  | -                  | -           | -           | -           | 16     | 2      |
| gen.-giu. 2016               | Lorient 2                    | CFA                          | 11         | 0          | -               | -               | -               | -                  | -                  | -                  | -           | -           | -           | 11     | 0      |
| 2016-2017                    | Lorient 2                    | CFA                          | 17         | 7          | -               | -               | -               | -                  | -                  | -                  | -           | -           | -           | 17     | 7      |
| Totale Lorient 2             | Totale Lorient 2             | Totale Lorient 2             | 28         | 7          |                 | -               | -               |                    | -                  | -                  |             | -           | -           | 28     | 7      |
| 2017-2018                    | Paris Saint-Germain 2        | CFA                          | 26         | 2          | -               | -               | -               | -                  | -                  | -                  | -           | -           | -           | 26     | 2      |
| 2018-2019                    | Paris Saint-Germain 2        | CFA                          | 27         | 6          | -               | -               | -               | -                  | -                  | -                  | -           | -           | -           | 27     | 6      |
| Totale Paris Saint-Germain 2 | Totale Paris Saint-Germain 2 | Totale Paris Saint-Germain 2 | 68         | 9          |                 | -               | -               |                    | -                  | -                  |             | -           | -           | 68     | 9      |
| 2019-2020                    | Al-Mokawloon                 | PL                           | 13         | 1          | CE              | 2               | 1               | -                  | -                  | -                  | -           | -           | -           | 15     | 2      |
| 2020-2021                    | Al-Mokawloon                 | PL                           | 23         | 1          | CE              | 0               | 0               | CC                 | 0                  | 0                  | -           | -           | -           | 23     | 1      |
| 2021-2022                    | Al-Mokawloon                 | PL                           | 19         | 1          | CE              | 1               | 0               | -                  | -                  | -                  | -           | -           | -           | 20     | 1      |
| Totale Al Mokawloon          | Totale Al Mokawloon          | Totale Al Mokawloon          | 55         | 3          |                 | 3               | 1               |                    | 0                  | 0                  |             | -           | -           | 58     | 4      |
| 2022-2023                    | Future                       | PL                           | 5          | 0          | CE              | 0               | 0               | CC                 | 0                  | 0                  | -           | -           | -           | 5      | 0      |
| gen.-giu. 2024               | Ansar                        | PL                           | 15         | 3          | -               | -               | -               | -                  | -                  | -                  | -           | -           | -           | 15     | 3      |
| Totale carriera              | Totale carriera              | Totale carriera              | 189        | 24         |                 | 4               | 1               |                    | 0                  | 0                  |             | -           | -           | 193    | 25     |